# Меркендорф (Баварія)
Меркендорф (нім. Merkendorf) — місто в Німеччині, розташоване в землі Баварія. Підпорядковується адміністративному округу Середня Франконія. Входить до складу району Ансбах. Складова частина об'єднання громад Френкішен-Зенланд.
Площа — 26,08 км2. Населення становить 3067 ос. (станом на 31 грудня 2020).

## Галерея

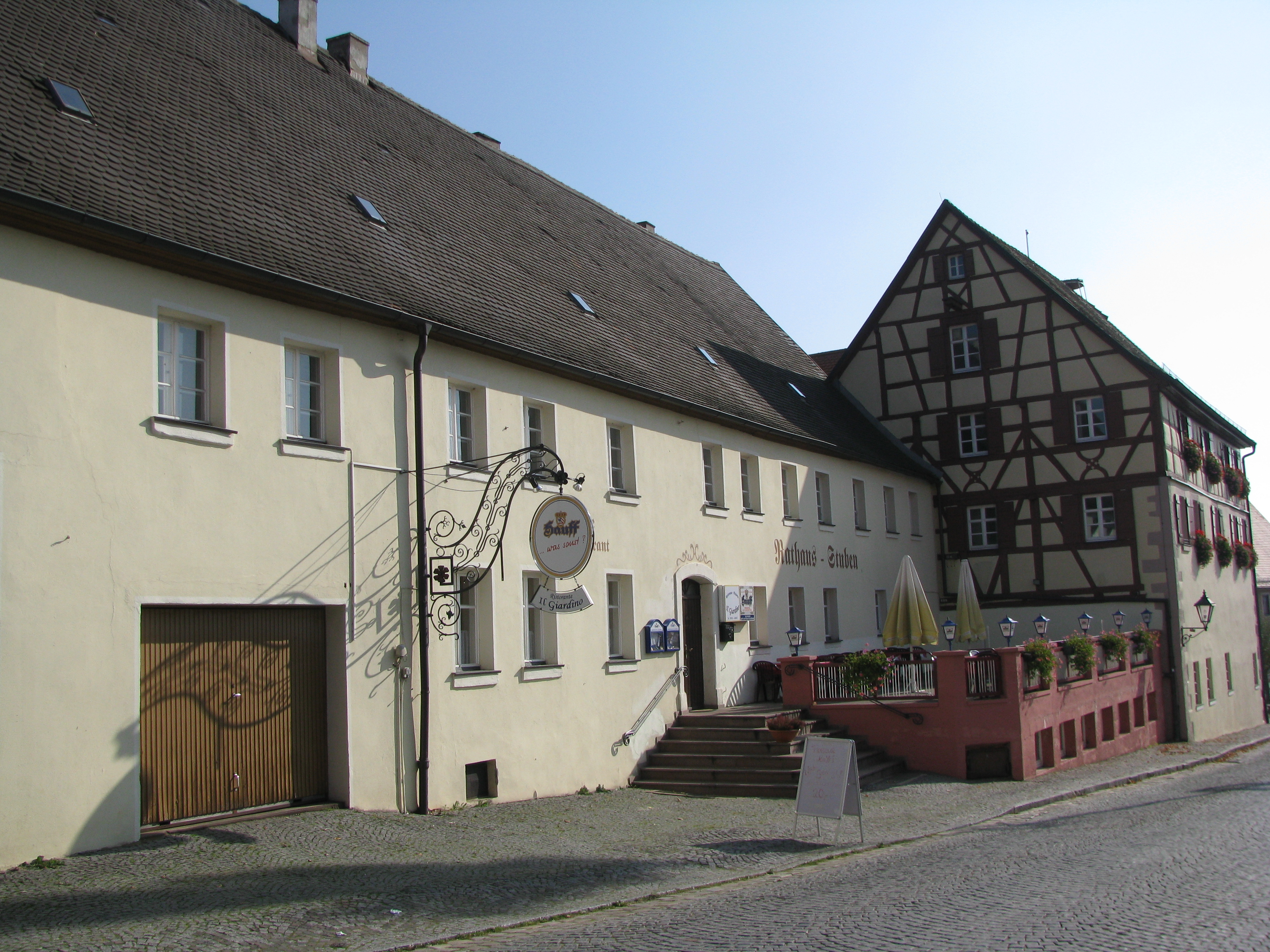
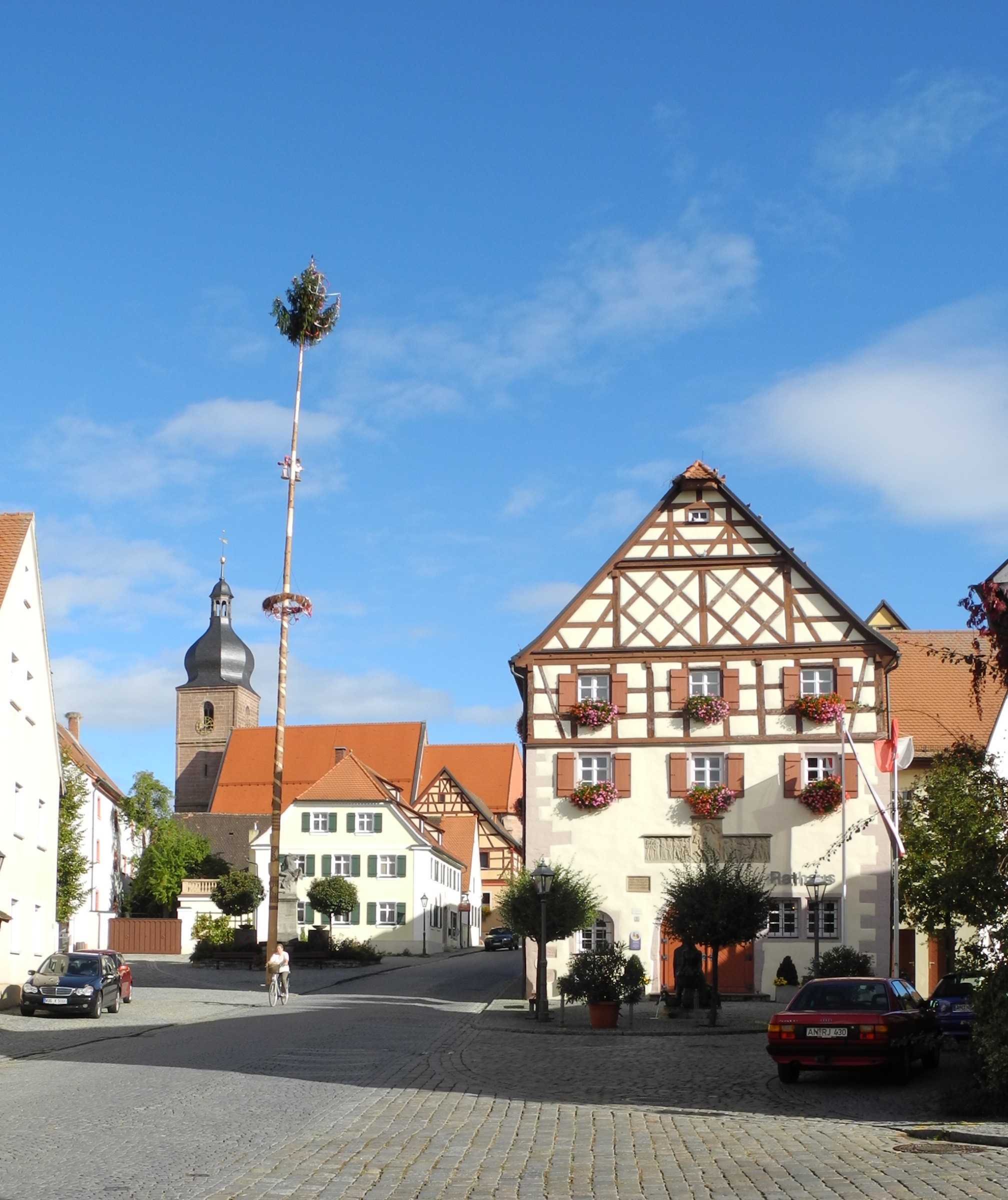
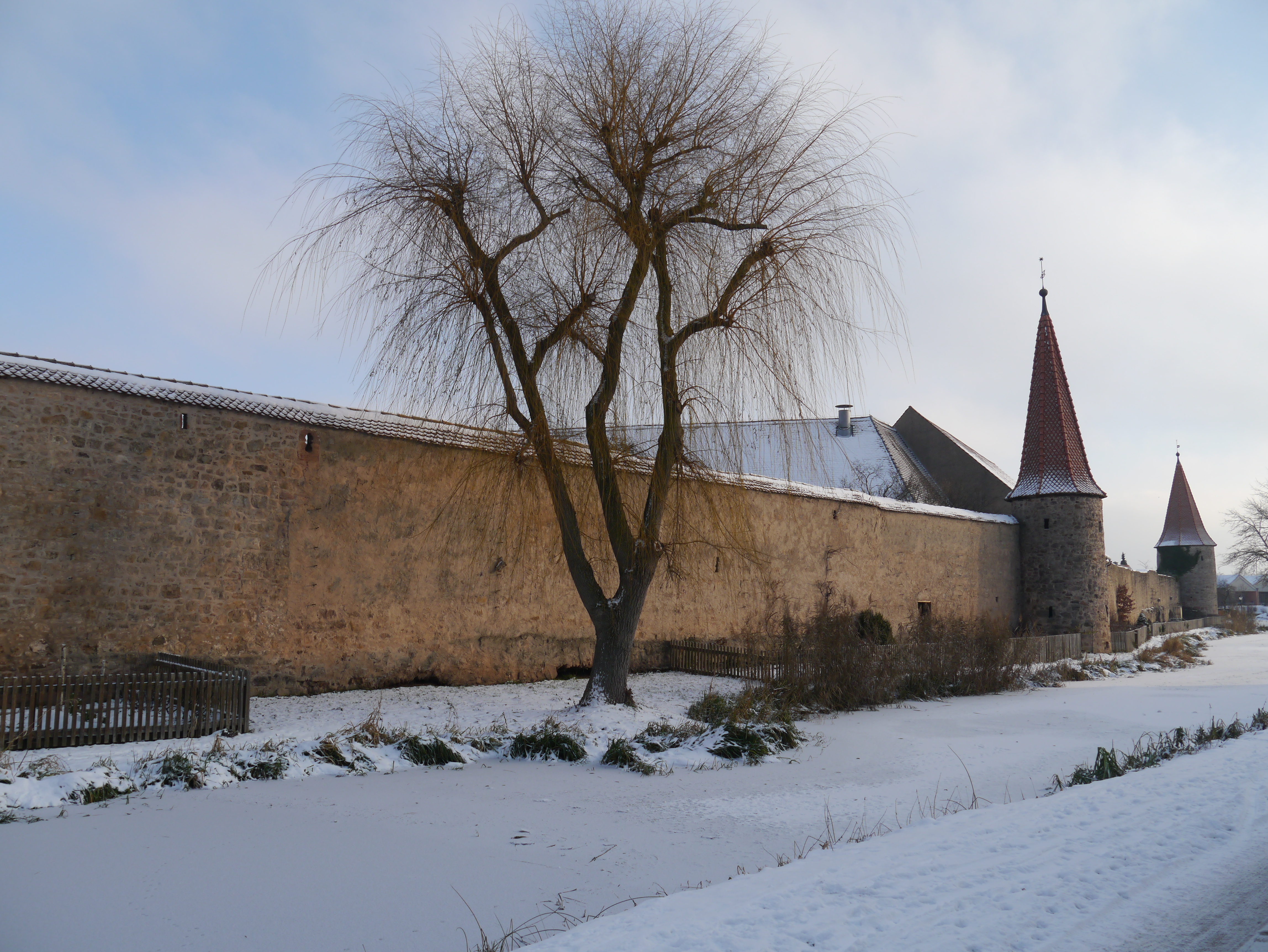
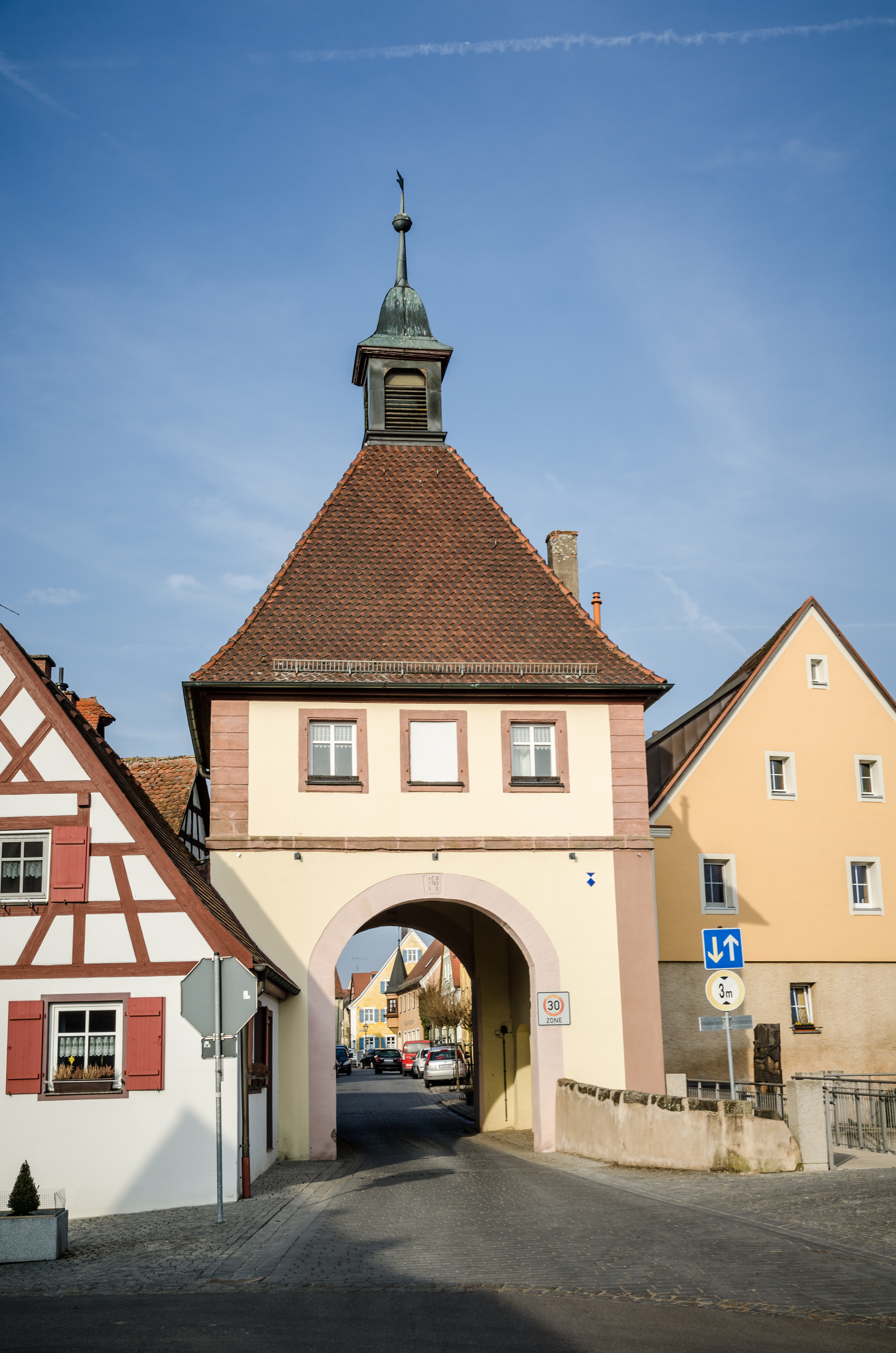
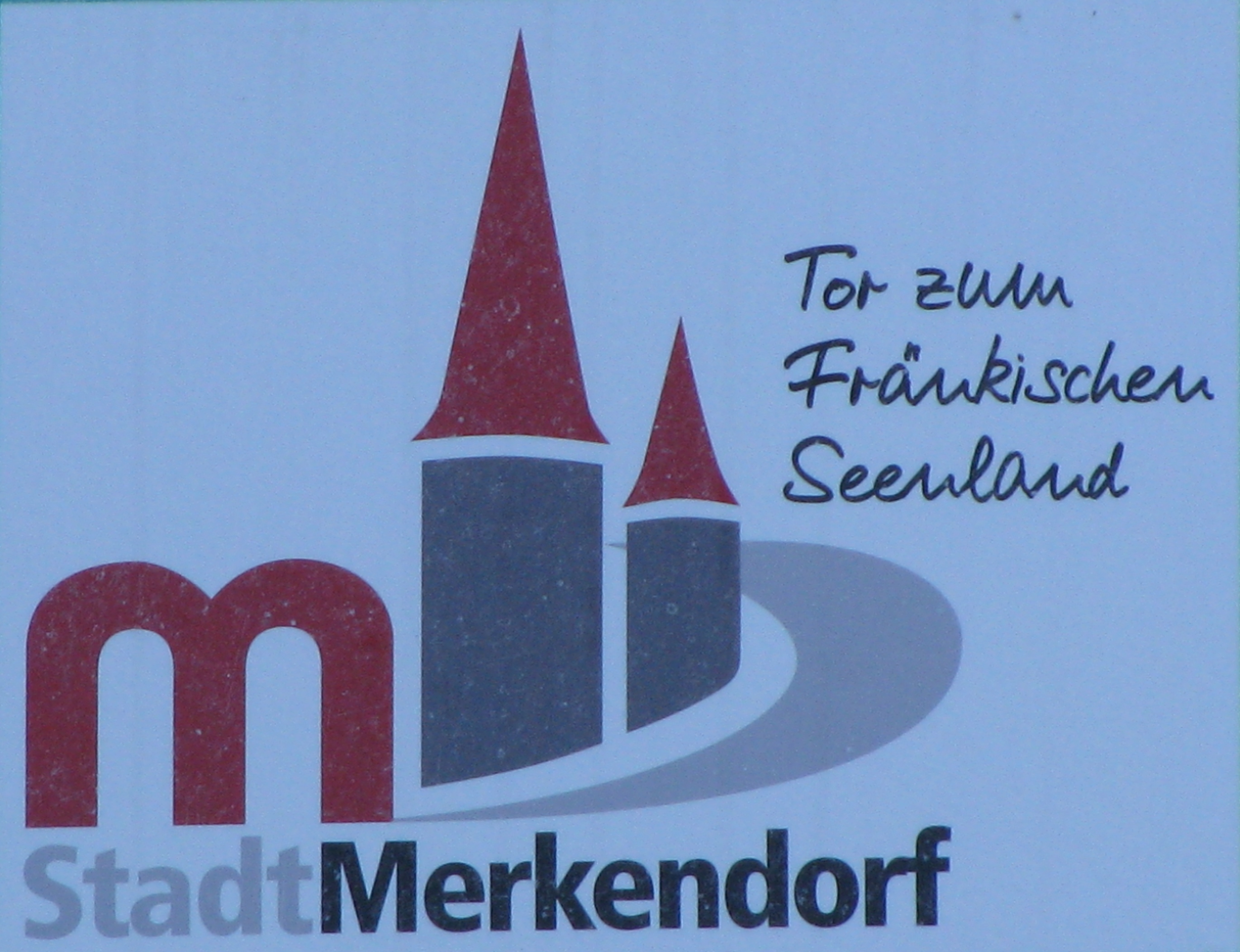
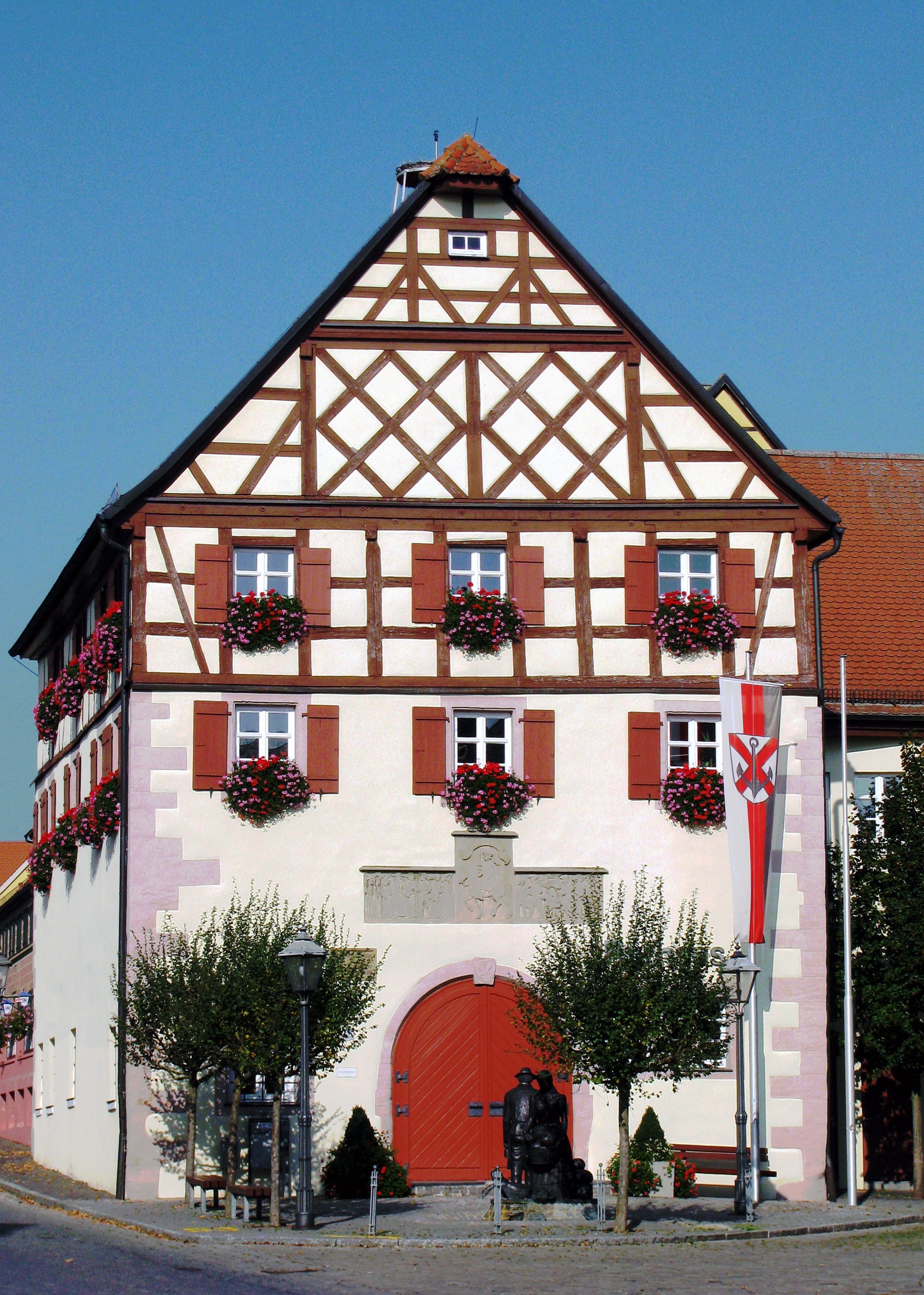